# Qapıçıməhəllə
Qapıçıməhəllə è un comune dell'Azerbaigian situato nel distretto di Astara.